# Deyme
Deyme (okzitanisch: Dèime) ist eine französische Gemeinde mit 1.412 Einwohnern (Stand: 1. Januar 2022) im Département Haute-Garonne in der Region Okzitanien (vor 2016 Midi-Pyrénées). Sie gehört zum Arrondissement Toulouse und zum Kanton Escalquens. Die Einwohner werden Deymois genannt.

## Geographie
Deyme liegt etwa 15 Kilometer südsüdöstlich von Toulouse am Canal du Midi in der Landschaft Lauragais. Umgeben wird Deyme von den Nachbargemeinden Pompertuzat im Norden und Westen, Belberaud im Nordosten, Montlaur im Osten, Donneville im Süden und Südosten, Montbrun-Lauragais im Süden sowie Corronsac im Südwesten.
Durch die Gemeinde führen die Autoroute A61 und die Route nationale 113.

## Bevölkerungsentwicklung
| Jahr                       | 1962 | 1968 | 1975 | 1982 | 1990 | 1999 | 2006 | 2017 | 2019 |
| Einwohner                  | 164  | 193  | 260  | 430  | 652  | 835  | 870  | 1192 | 1236 |
| Quellen: Cassini und INSEE |      |      |      |      |      |      |      |      |      |

## Sehenswürdigkeiten
Siehe auch: Liste der Monuments historiques in Deyme
- Aquädukt von La Joncasse, 1734 erbaut, seit 1998 Monument historique

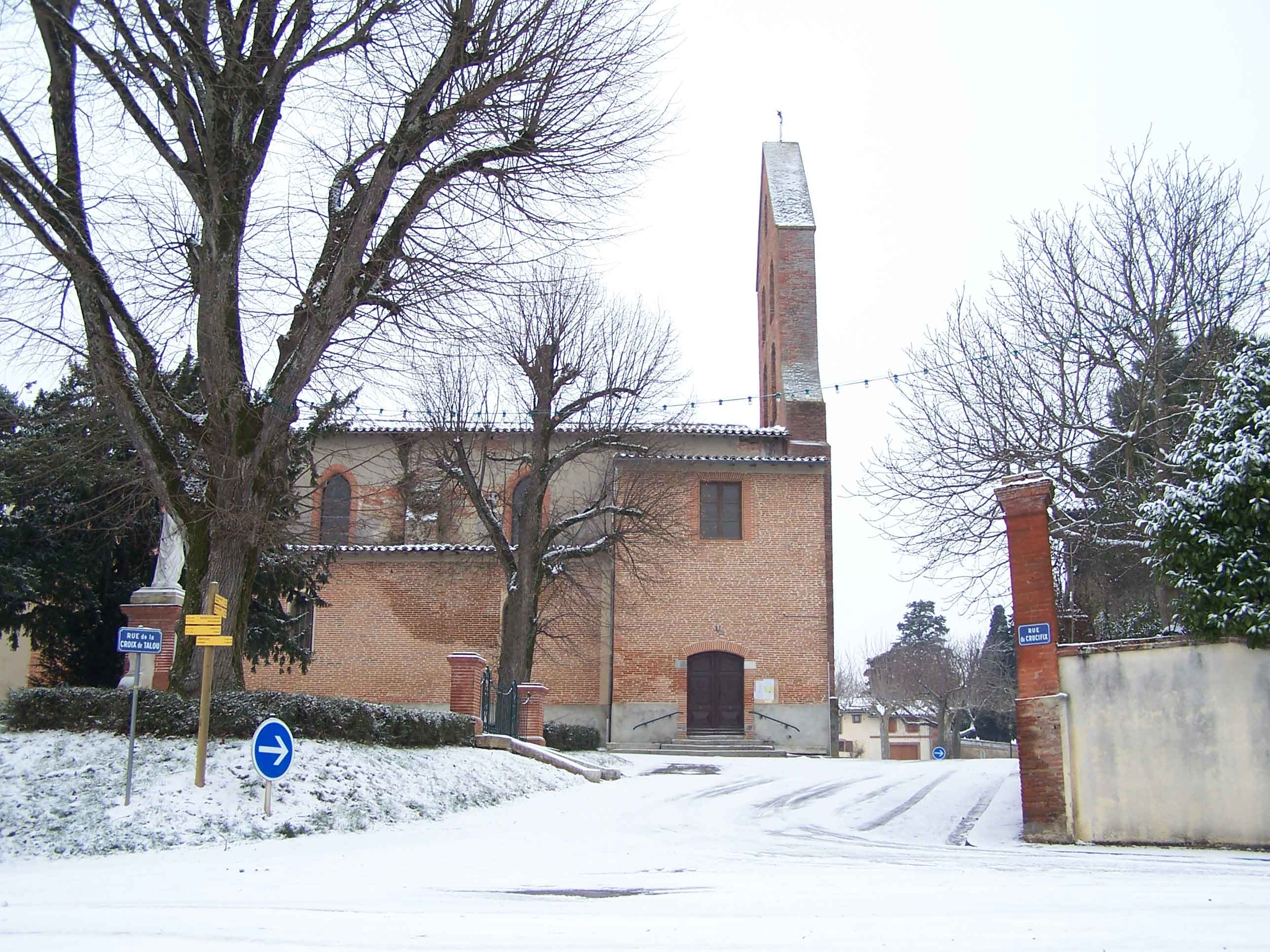
Kirche Sainte-Marie-Madeleine

- Kirche Sainte-Marie-Madeleine